# Jeanne d'Arc, le pouvoir et l'innocence
Pour les articles homonymes, voir Jeanne d'Arc.
Jeanne d'Arc, le pouvoir de l'innocence est un téléfilm français en trois parties de 80 minutes, créé par Jean-François Griblin et Pierre Moinot d'après le livre de celui-ci, Jeanne, le Pouvoir et l'Innocence, réalisé par Pierre Badel et diffusé à partir du 7 septembre 1989 sur Antenne 2.

## Synopsis
Ce téléfilm raconte l'histoire des dernières années de Jeanne d'Arc de 1428 à 1431.

### Première partie
Jeanne d'Arc, une jeune paysanne originaire de Lorraine, demande avec insistance à Robert de Baudricourt, seigneur de Vaucouleurs, de lui fournir une escorte pour l'amener à Chinon, où réside le roi Charles VII, afin que celui-ci lui confie son armée avec laquelle elle délivrera Orléans assiégée par les Anglais. Ses voix, dit-elle, le lui commande.
D'abord très sceptique, Baudricourt finit par accepter. Après un voyage périlleux, Jeanne et son escorte parviennent à Chinon où elle est admise finalement au palais du roi. Elle reconnaît Charles VII parmi les courtisans et parvient à le convaincre qu'elle a bien été envoyée par Dieu pour l'aider à défendre son royaume.

### Deuxième partie
D'abord peu enclins à se voir commander par une bergère, les compagnons de guerre de Jeanne d'Arc (La Hire, Gilles de Rais, le duc d'Alençon) finissent vite par l'accepter. Grâce à sa fougue, Jeanne parvient à libérer Orléans puis à s'emparer d'Auxerre, de Troyes et de Châlons. Elle convainc Charles VII de se faire couronner à Reims. Au grand dam de Jeanne, le roi, sous le conseil de La Trémoïlle et de Regnaut de Chartres, signe ensuite une trêve avec les Anglais par l'entremise du duc de Bourgogne. En 1430, Jeanne apprend que Compiègne est assiégée par les Bourguignons. Elle décide de s'y rendre sans l'autorisation du roi.

### Troisième partie
Venue à l'aide de Compiègne, Jeanne est faite prisonnière par les Bourguignons. Le duc de Bourgogne, qui juge que la Pucelle nuit à sa politique, la vend aux Anglais. L'évêque de Beauvais, Pierre Cauchon, est chargé d'organiser son procès à Rouen, où elle est incarcérée. Il tente alors de démontrer qu'elle est en réalité au service du diable. Reconnue coupable, Jeanne est condamnée au bûcher.

## Distribution
- Cécile Magnet : Jeanne d'Arc
- Steve Kalfa : Frère Pasquerel
- Gérard Darrieu : Robert de Baudricourt
- François Caron : Bertrand de Poulengy
- Christian Cloarec : Jean de Metz
- Claude Brosset : La Hire
- Marianne Moinot : Catherine Royer
- Henri Déus : Dunois
- Nadine Alari : Yolande d'Aragon
- Christophe Odent : Charles VII
- Nicolas Silberg : La Trémoïlle
- Simon Eine : Regnaut de Chartres
- Olivier Brunhes : Jean d'Alençon
- Vincent Gauthier : Gilles de Rais
- Raymond Pellegrin : Pierre Cauchon
- Jean-Claude Dreyfus : Jean de Luxembourg
- Didier Sandre : Philippe de Bourgogne
- François Timmerman : Robert Le Maçon
- Michel Etcheverry : le duc de Bedford

## Remarques
- Le premier château du premier épisode, dans le film celui de Vaucouleurs et du capitaine Robert de Baudricourt, s'avère être le Haut-Koenigsbourg (arrière-plan, pied du château, cour et quelques intérieurs). Ce téléfilm a été également tourné dans la Cité médiévale de Carcassonne.